# Torpè
Torpè är en ort och kommun i provinsen Nuoro i regionen Sardinien i Italien. Kommunen hade 2 844 invånare (2017).